# Gerontha stheacra
Gerontha stheacra är en fjärilsart som beskrevs av Aleksei Konstantinovich Zagulajev 1972. Gerontha stheacra ingår i släktet Gerontha och familjen äkta malar. Inga underarter finns listade i Catalogue of Life.